# Trinità
Trinità é uma comuna italiana da região do Piemonte, província de Cuneo, com cerca de 1.983 habitantes. Estende-se por uma área de 28 km², tendo uma densidade populacional de 71 hab/km².
Faz fronteira com Bene Vagienna, Fossano, Magliano Alpi, Sant'Albano Stura.
È a cidade onde nasceram as gêmeas Nete (Neta, 1911-2002 e China, 1911-1990) cantoras de músicas populares nas decadas depois da segunda guerra mundial.

## Demografia
| Variação demográfica do município entre 1861 e 2011                               |
|                                                                                   |
| Fonte: Istituto Nazionale di Statistica (ISTAT) - Elaboração gráfica da Wikipedia |